# Carlo Munier
Carlo Munier né le 15 juillet 1859 à Naples et mort le 10 février 1911  à Florence est un compositeur italien, pionnier du renouveau de la mandoline comme instrument de musique classique dépassant les limites du style populaire (valses, sérénades etc.) où il était cantonné jusque vers 1880.

## Biographie
Carlo Gennaro Pasquale Munier, fils d’un imprimeur Vincenzo Munier et de Rosa Vinaccia, orphelin très jeune, est adopté par la famille de son grand-père maternel, le luthier Pasquale Vinaccia, un des pères de la mandoline moderne, créateur en 1835 de la mandoline napolitaine aux cordes en acier. Munier  fait référence à son grand-père et à  son oncle Gennaro, fils de Pasquale Vinaccia, dans plusieurs de ses œuvres, "méthode pour mandoline", "Trois Mazurkas opus 116-118 pour mandoline et guitare".

"
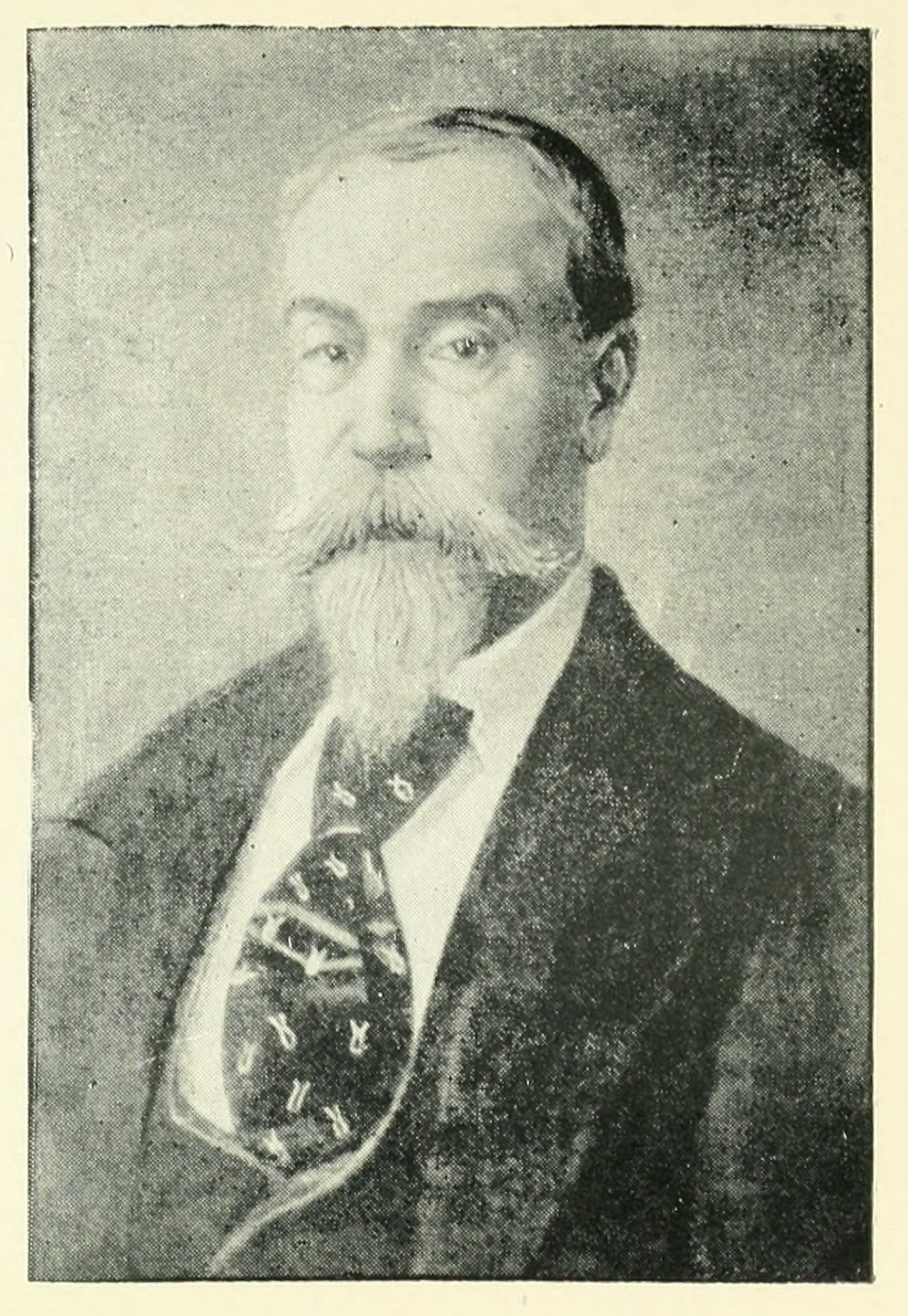
Pasquale Vinaccia
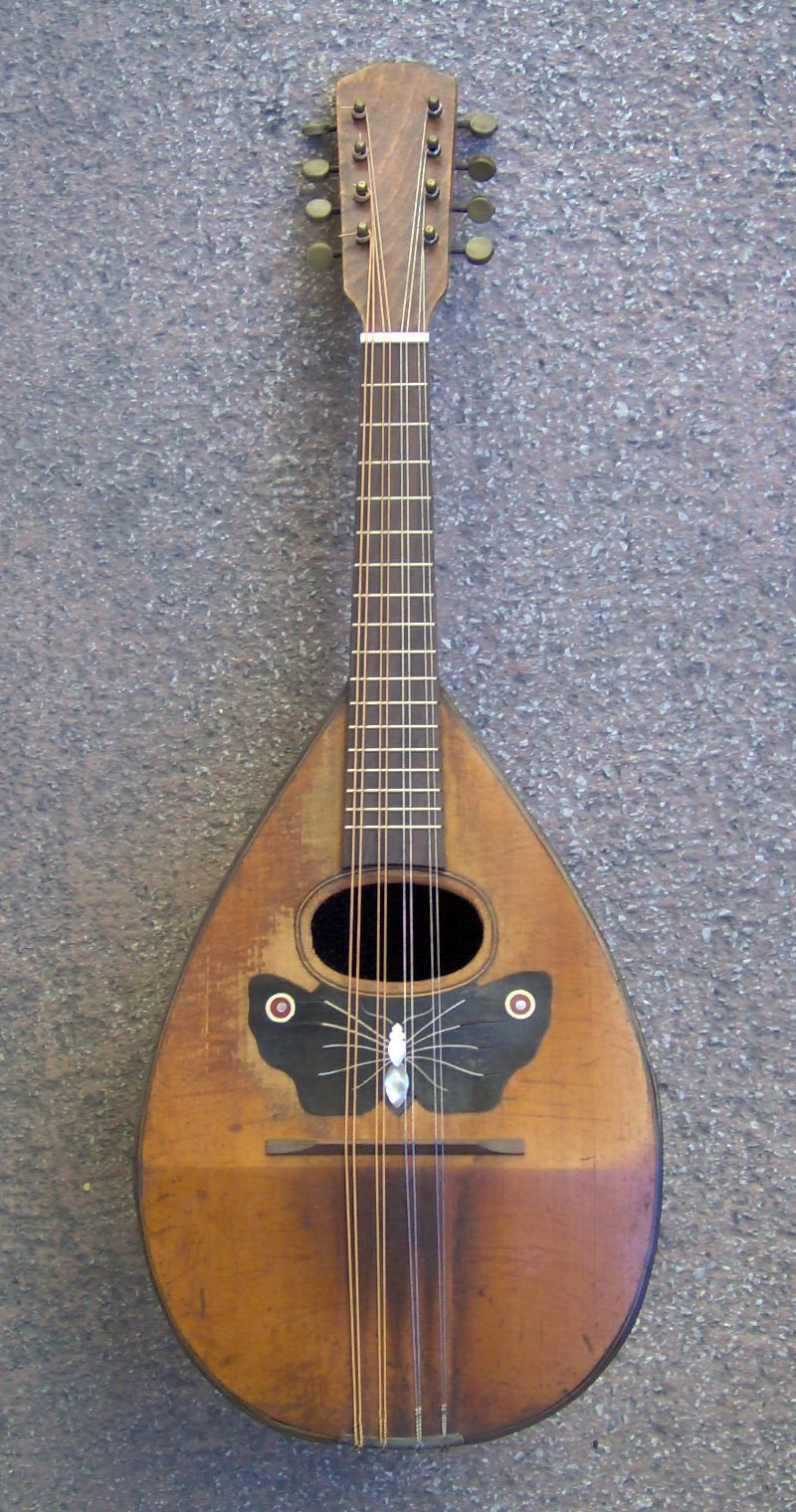
Mandoline napolitaine

Carlo Munier acquiert les premiers rudiments de musique dans l’atelier de lutherie de son grand-père puis étudie la mandoline et la guitare avec Carmine de Laurentiis, auteur en 1869 d’une méthode de mandoline publiée par les éditions Ricordi. Il s’inscrit à 15 ans au Conservatoire de S. Pietro Maiella où il étudie le piano, l’harmonie et la composition avec Nicola D'Arienzo. Il remporte des prix d’harmonie et de composition à 19 ans  puis donne des concerts à Naples et publie ses premières compositions, arrangements de La Traviata et I Puritani pour deux mandolines, mandole et piano, dédiant le dernier d'entre eux à la reine d’Italie.
Munier s’installe à 22 ans  à Florence, où il passe le reste de sa vie. Il gagne rapidement une réputation de virtuose, chef de file de l’école Florentine de mandoline et guitare, qui comprenait des élèves illustres comme la reine Marguerite. Il fonde en 1890 le premier  quatuor d’instruments à cordes pincées, deux mandolines, une mandole et une partie de guitare tenue par lui-même, qui donne des concerts en Italie et remporte en 1892 le premier prix du concours national de Gênes, présidé par le célèbre violoniste Camillo Sivori. Dans ce concours, Munier gagne la médaille d’or de compositeur et d’interprète de son « Concerto en Sol majeur ».
Carlo Munier épouse en premières noces Luisa De Fonseca, qui mourut jeune, à qui il dédia «Elegia »" op. 148 et en secondes noces Armida Bastianini dont il eut deux filles, Luisa et Elena.
En octobre 1909, il interprète plusieurs de ses compositions en quatuor et, en soliste, une Mazurka et son Prélude en ré majeur dans le château historique de Sommariva Perno dans la province de Coni devant le roi Victor-Emmanuel III qui le complimente.
Il effectue en 1910  une tournée européenne avec étape à  Marseille où  il rencontre son ami mandoliniste Laurent Fantauzzi avec qui il forme le projet d’un concert à Florence qui ne put se réaliser en raison  d’un accident vasculaire cérébral qui l’emporte  le 10 février 1911.

## Œuvres
Munier est le compositeur prolifique de plus de 350 œuvres publiées. À quelques l’exception près, comprenant un trio pour mandoline, violoncelle et piano et  trois quatuors pour 2 mandolines, mandole et guitare, ses compositions sont principalement des duos pour mandoline et guitare.
Il publie également plusieurs de méthodes : « Metodo completo » pour mandoline en deux volumes traduite en trois langues, «Lo Scioglidita» en quatre volumes, «Venti Studi», des œuvres didactiques telles que « Lezioni in Forma di Duetto » opus 115, des œuvres pour deux mandolines (op. 220, 228 et 230) et une méthode de guitare ayant eu beaucoup de succès.
La publication de sa méthode est contemporaine du renouveau de la mandoline.
« Il y a encore 10 ou 12 ans la publication d’une telle méthode aurait été inutile, la mandoline étant peu connue. Actuellement,  l’instrument a gagné sa place dans l’art musical et le nombre de pratiquants se consacrant avec passion à son étude rend nécessaire une méthode complète. » (Carlo Munier, Florence, juillet 1891).